# Sohodor, Bacău
Sohodor este un sat în comuna Horgești din județul Bacău, Moldova, România.